# 国際スポーツ振興協会
一般社団法人 国際スポーツ振興協会（こくさいスポーツしんこうきょうかい、International Sports Promotion Society、略称:ISPS）は、新宗教ワールドメイト教祖の半田晴久（深見東州）が会長を務める日本のスポーツ振興団体。賞金総額2億円以上のISPSハンダマッチプレー選手権など高額な大会スポンサー契約を多数締結しており、それらの活動資金についてはワールドメイトからの寄付金が多いとしながらも個人会員と企業・団体による支援も受けていると公式サイトに記載している。しかし半田本人は、それらのISPS支持会員とワールドメイト会員の重複は多く、資金源の多くがワールドメイト関連のものであると認めている。スポーツの社会貢献、特に障がい者スポーツの振興を標榜して設立され、ブラインドゴルフやシニアゴルフ、シニアスポーツインストラクターの育成等の国際的な支援・運営をしている。また、いわゆるマイナー競技にもスポットを当てた支援を行うと標榜している。

## 歴史
2006年10月30日に「有限責任中間法人国際スポーツ振興協会」として設立登記される。「有限責任中間法人」の名称が廃止される法律改正に伴い2008年12月1日から「一般社団法人国際スポーツ振興協会」に改称される。
- 2006年に創設。アメリカの「ハンダ・カップ」、オーストラリアの「ハンダ・オーストラリアカップ」を創設し、女子シニアゴルフ大会の創設・支援を行う。また「HANDA CUP　全日本ゴルフ指導者プロアマ・オープン競技会」などアマチュア大会の主催を始める。
- 2007年から、日本のボウリング大会の支援を開始し、HANDA CUP 全日本プロボウリング選手権大会やHANDA CUP 全日本女子プロボウリング選手権大会の大会を共催する。また、海外メジャーツアーにおいての大会創設や支援を始める。
- 2010年より、「ISPS HANDA CUP シニアマスターズ」など、日本PGAシニアツアーやJGTOチャレンジトーナメントにおいても主催大会を創設し、支援を始める。
- 2011年より、イギリスの モレシー・ボート・クラブの支援を開始し、翌年ロンドンオリンピックで同クラブ在籍者が金メダル、銅メダルを獲得する[4]。
- 2012年1月より、ヨーロピアンツアーと協力し、イギリスで、「ISPSハンダPGAアカデミープログラム」という、イギリスのプロゴルファーが、ブラインドゴルファーのコーチをする資格を取得できる制度を設立した[6]。
- 2013年にはスポーツ平和サミット東京大会を主催する（後述）。
- 2014年7月より、南アフリカ共和国のプレミアサッカーリーグに加盟する「ムプマランガ・ブラック・エイシズFC」の支援を開始する。
- 2015年6月より、日本ゴルフツアー機構では初の主催大会となる「ISPSハンダグローバルカップ」（のちのISPSハンダマッチプレー）を創設する。
- 2016年6月に、PGAツアー・オブ・オーストラレイジアとパートナーシップ契約を結び、ISPS HANDA PGAツアー・オブ・オーストラレイジアとなる[7]。
- 2016年12月より、ニュージーランドフットボールのチャタムカップの冠スポンサーとなる[8]。
- 2017年シーズンより東京ヴェルディ1969のユニホーム胸スポンサーとなる[9]。

## 活動

### ゴルフ
障害者ゴルフやブラインドゴルフを推進し、世界各国のゴルフ団体と協力して多くの大会で運営支援や資金支援を行っている。支援大会では、プロアマ戦にブラインドゴルファーを招待し、賞金の一部を福祉活動に寄付するフィランソロピー大会としている。これは、「チャリティーやフィランソロピーは、ゴルフ文化の奥にある重要な要素である」という半田の考えによるものであり、また、パラリンピックに障害者ゴルフが採用されることを願って行っている。
冠大会として国際スポーツ振興協会の略称「ISPS」や会長の姓「HANDA」、「ISPS HANDA」を冠した大会名も多い。例えば、ゴルフのワールドカップは2013年は国際スポーツ振興協会が冠スポンサーとなり『ISPSハンダワールドカップゴルフ』という名称となっている。
ISPSが特別協賛をした「第6回PGA HANDA CUP フィランスロピーシニアトーナメント」（主催日本プロゴルフ協会）は、前年（2006年第5回PGAフィランスロピーリボーネストシニアオープン）と比べると賞金総額が5倍に増え、PGAシニアツアー初の「賞金総額1億円大会」となった。なお、この大会は2012年第11回よりISPS主催となり、2014年時点では「ISPS HANDA CUP フィランスロピーシニアトーナメント」として開催され、2020年までに44のシニアトーナメントをスポンサーしている。
2015年6月に創設した「ISPSハンダグローバルカップ（日本ゴルフツアー機構(JGTO)）」では、半田の意向により、日本プロゴルフ界のグローバル化を目指し、海外の5大ツアーからメジャー13選手と若手選手を招聘し、初の英語解説による海外でのゴルフ番組配信を行う。また、テレビ番組放映に加え、UstreamやYoutubeでのライブ配信も行う。優勝者には、グリーンジャケットならぬ、「グリーン羽織」が進呈される。
2016年6月からパートナーシップを結んだISPS HANDA PGAツアー・オブ・オーストラレイジアでは、全ての主催大会がヨーロピアンツアーとの共同開催となる。
2019年にISPSが主催を予定していたISPSハンダマッチプレー選手権、新規大会として予定されていたISPSハンダ東京オープン、下部ツアーのISPS HANDAチャレンジカップは、開催中止となることが2018年12月20日にJGTOから発表された。「ISPSに対してJGTO側が非礼な態度をとったとしてISPS側が激怒したため」と報道されている。2020年以降の開催については、2018年12月20日時点では未定。
2020年以降、コロナ禍の影響を受けて、各国でのツアー中止や無観客試合が余儀なくされる中、2020年7月には公式戦として世界で初めて有観客でのツアー開催を行った他、「ISPS HANDA医療従事者応援!! チャリティレディーストーナメント」（2020年8月３日〜4日・静岡県伊豆大仁CC）「ISPS HANDA医療従事者応援　ジャンボ尾崎　記念チャリティトーナメント」（2020年9月14日〜15日・GOLF5カントリー・オークビレッジ）の２大会を開催し、その賞金の一部を医療従事者への寄付に充てた。

#### 国別対抗戦
| 名称                                       | ツアー                                               | 年                                | 開催国         |
| ------------------------------------------ | ---------------------------------------------------- | --------------------------------- | -------------- |
| ISPSハンダワールドカップゴルフ             | PGAツアー                                            | 2013年                            | オーストラリア |
| ハンダカップ                               | レジェンズツアー                                     | 2006年 - 2015年                   | アメリカ合衆国 |
| HANDA CUP 日韓対抗中学・高校生ゴルフ選手権 | 日本高等学校ゴルフ連盟、韓國中学・高等学校ゴルフ聯盟 | 2010年（第9回）- 2017年（第16回） | 日本           |

#### プロトーナメント
| 名称                                                             | ツアー                                                             | 年                                | 開催国           | 備考 |
| ---------------------------------------------------------------- | ------------------------------------------------------------------ | --------------------------------- | ---------------- | ---- |
| ISPSハンダマッチプレー選手権                                     | 日本ゴルフツアー機構                                               | 2015年（第1回） - 2018年（第4回） | 日本             | 主催 |
| ISPS HANDA ガツーンと飛ばせ!ツアートーナメント                   | 日本ゴルフツアー機構                                               | 2021年                            | 日本             | 主催 |
| ISPS HANDA 欧州・日本どっちが勝つかトーナメント!                 | 日本ゴルフツアー機構、DPワールドツアー                             | 2022年（第1回） - 2024年（第3回） | 日本             |      |
| ISPSハンダ・パース・インターナショナル                           | ISPS HANDA PGAツアー・オブ・オーストラレイジア、ヨーロピアンツアー | 2012年 - 2014年、2016年 - 2019年  | オーストラリア   |      |
| ISPSハンダ・ウェールズオープン                                   | ヨーロピアンツアー                                                 | 2012年 - 2014年                   | ウェールズ       |      |
| ISPSハンダPGAシニアチャンピオンシップ                            | ヨーロピアンシニアツアー                                           | 2012年 - 2015年                   | ヨーロッパ       |      |
| ISPSハンダ・ニュージーランド女子オープン                         | ALPGツアー、欧州女子ゴルフツアー                                   | 2012年 - 2016年                   | ニュージーランド |      |
| ISPSハンダ・レディス・ヨーロピアン・マスターズ                   | 欧州女子ゴルフツアー                                               | 2012年（第1回）- 2016年           | イングランド     |      |
| ISPS HANDA CUP フィランスロピーシニアトーナメント                | PGAシニアツアー                                                    | 2012年（第11回）- 現在            | 日本             | 主催 |
| BMW ISPS HANDA New Zealand Open                                  | ISPS HANDA PGAツアー・オブ・オーストラレイジア、ヨーロピアンツアー | 2016年（第12回）- 2018年          | オーストラリア   |      |
| ザ・ネルソン・マンデラチャンピオンシップ presented by ISPSハンダ | サンシャインツアー、ヨーロピアンツアー                             | 2012年（第1回）- 2013年           | 南アフリカ共和国 |      |
| ハンダ・ファルド・カンボジアンクラシック                         | アジアンツアー                                                     | 2012年                            | カンボジア       |      |
| ISPSグローイングシニアオープンハンダ熱血シリーズ 第1〜5戦        | PGAシニアツアー                                                    | 2012年 - 2014年                   | 日本             | 主催 |
| ISPS HANDA CUP シニアマスターズ                                  | PGAシニアツアー                                                    | 2010年（第1回）-                  | 日本             | 主催 |
| ISPSハンダ・オーストラリアン女子オープン                         | ALPGツアー、LET、LPGAツアー                                        | 2010年 - 現在                     | オーストラリア   |      |
| ハンダ・アイリッシュ・シニアオープン                             | ヨーロピアンシニアツアー                                           | 2010年                            | アイルランド     |      |
| ISPSハンダ・レジェンズツアー・オープンチャンピオンシップ         | レジェンズツアー                                                   | 2007年 - 2012年                   | オーストラリア   |      |
| ハンダ・オーストラリアン・シニアオープン                         | ゴルフオーストラリア                                               | 2007年 - 2012年                   | オーストラリア   |      |
| ハンダ・シンガポール・クラシック                                 | アジアンツアー                                                     | 2007年                            | シンガポール     |      |

#### アマチュア・ジュニア・混合
| 名称                                                                | ツアー                     | 年                   | 開催国         | 備考 |
| ------------------------------------------------------------------- | -------------------------- | -------------------- | -------------- | ---- |
| ISPS HANDA・ヤーマン&ストゥービ オーナーズカップ                    |                            | 2017年4月24-25日     | 日本           | 主催 |
| ISPSハンダグローバルチャレンジカップ                                | JGTOチャレンジトーナメント | 2015年 - 現在        | 日本           | 主催 |
| ISPS HANDA CUP フィランスロピーシニアトーナメントハンダ熱血枠決定戦 | JGTOチャレンジトーナメント | 2015年 - 現在        | 日本           | 主催 |
| ISPS ハンダ・大江戸八百オープン                                     | JGTOチャレンジトーナメント | 2016年5月24-25日     | 日本           | 主催 |
| ISPS・CHARITY チャレンジトーナメント                                | JGTOチャレンジトーナメント | 2013年6月5日-7日     | 日本           | 主催 |
| ISPSハンダ・ヒーローズ                                              | LPGAツアー                 | 2012年 - 現在        | アメリカ合衆国 |      |
| HANDA CUP 日本プロゴルフ グランドシニア・ゴールドシニア選手権大会   | PGAシニアツアー            | 2007年、2009年       | 日本           |      |
| ハンダ・オーストラリアカップ                                        | オーストラリアPGAツアー    | 2006年 - 2011年      | オーストラリア |      |
| ハンダ・ジュニア・マスターズ                                        | ゴルフオーストラリア       | 2009年、2011年       | オーストラリア |      |
| HANDA CUP 技ありトーナメント                                        | JGTOチャレンジトーナメント | 2010年7月            | 日本           | 主催 |
| Handa Cup プロミシングゴルファーズトーナメント〜アンダー30〜        |                            | 2010年8月10-12日     | 日本           | 主催 |
| 中国職業高尓夫球男子挑戦賽 半田友愛杯                               | 中国ゴルフ協会             | 2010年               | 中国           |      |
| ハンダカップ・インターナショナル                                    | 日本FOSゴルフ指導者協会    | 2009年               | 中国           |      |
| HANDA CUP 全日本ゴルフ指導者プロアマ・オープン競技会                | 日本ゴルフ指導者協会       | 2006年（第1回）-現在 | 日本           | 主催 |

#### 障害者ゴルフ（ブラインドゴルフ）
| 名称                                               | ツアー                                                   | 年             | 開催国         | 備考 |
| -------------------------------------------------- | -------------------------------------------------------- | -------------- | -------------- | ---- |
| ISPSハンダ・世界ブラインドゴルフチャンピオンシップ | 世界ブラインドゴルフ協会                                 | 2014年 - 現在  | オーストラリア |      |
| PGA HANDA CUP・フィランスロピー障害者ゴルフ大会    | 日本プロゴルフ協会                                       |                | 日本           |      |
| スポーツ祭東京2013 デモスポ障害者ゴルフ            | 第13回全国障害者スポーツ大会におけるデモンストレーション | 2013年         | 日本           | 共催 |
| 2012 ぎふ清流大会障害者ゴルフ                      | 第12回全国障害者スポーツ大会                             | 2012年10月14日 | 日本           | 共催 |

### ボウリング
ゴルフ同様にボウリング大会でも数多くの大会の支援を行っており、「HANDA CUP」の名を冠した冠大会も多い。
例えば、全日本プロボウリング選手権大会は日本プロボウリング協会が主催で開催されていたが、2007年度大会から国際スポーツ振興協会が共催となり、「HANDA CUP 全日本プロボウリング選手権大会」、「HANDA CUP 全日本女子プロボウリング選手権大会」となっている。
国際スポーツ振興協会が単独主催した大会は無く、以下、共催した大会を記す。
| 主催団体                           | 名称                                                      | 期間                   |
| ---------------------------------- | --------------------------------------------------------- | ---------------------- |
| 日本プロボウリング協会             | HANDA CUP 全日本プロボウリング選手権大会                  | 2007年（第41回）- 現在 |
| 日本プロボウリング協会             | HANDA CUP 全日本女子プロボウリング選手権大会              | 2007年（第39回）- 現在 |
| 日本プロボウリング協会             | HANDA CUP・シニアレディースボウリングトーナメント         | 2008年（第1回）- 現在  |
| 日本プロボウリング協会             | HANDA CUP・フィランスロピープロボウリングトーナメント     | 2009年（第1回）- 現在  |
| 日本プロボウリング協会             | HANDA CUP・フィランスロピー女子プロボウリングトーナメント | 2009年（第1回）- 現在  |
| 日本プロボウリング協会             | HANDA CUP・プロボウリングマスターズ                       | 2010年（第1回）- 現在  |
| ジャパンレディースボウリングクラブ | HANDA CUP・プラチナレディースボウリングトーナメント       | 2009年（第1回）- 現在  |

### サッカー
2014年7月から、南アフリカ共和国のプレミアサッカーリーグに加盟するムプマランガ・ブラック・エイシズFC（2016年解散）のスポンサーとなっていた。
2016年12月より、ニュージーランドフットボールのチャタムカップのスポンサーとなっている。
2017年と2018年、Jリーグ・東京ヴェルディ1969の胸スポンサーとなっていた。

### スポーツ平和サミット
2013年7月18日〜19日の二日間にわたって開催されたスポーツ平和サミット東京大会を主催した。世界16か国からトップアスリートや研究者が集い、「スポーツは、人間の調和がとれた発育に役立つものであり、そして平和な社会を確立し、奨励するもの」をテーマに活発な討論を行った。

### 国連『文明の同盟』への支援
2014年5月22日-23日に、ニューヨークの国際連合本部ビルで開催された、第三回スポーツ平和サミット（平和と発展のためのスポーツサミット World Sports Values Summit for Peace and Development）において、第三回大会の主催団体である国連『文明の同盟』に対する支援の合意が発表された。国連『文明の同盟』は、スポーツの力を活用して平和と発展を推進するため、スポーツを通じたプラットフォームづくりと、国連《2015年後の開発目標》にスポーツを活用するための2つの共同プロジェクトに合意した。これらの活動を推進するため、国際スポーツ振興協会から支援を受け、スポーツの力を異文化コミュニケーションを深める手段として開発していく。

## 組織
役員
代表理事・会長
半田晴久（設立-）
副会長
半田脩時
理事
前島英三郎、栗本慎一郎（以上、2010年10月-）他
アンバサダー（スポンサー契約）
男子ゴルファー
尾崎将司、ニック・ファルド、アーニー・エルス、コリン・モンゴメリー、パドレイグ・ハリントン、他
女子ゴルファー
レクシー・トンプソン、リディア・コ、ミンジー・リー、チャーリー・ハル、他
ゴルファー以外
リッチー・マコウ、ダン・カーター、フランソワ・ピナール、マイク・ティンダル、ザラ・ティンダル、ナイル・ホーラン、他
専属契約プロ
ゴルファー
尾崎直道、谷原英人、飯合肇、中山徹、藤本佳則、酒井美紀、他
ゴルファー以外
中山律子、山本良介

## テレビ放映

### ゴルフ
- 「The joining of the generations 時代を越えてHANDA AUSTRALIA CUP」（TOKYO MX 2007年1月20日）
- 「女子シニア感動の熱戦 HANDA USA CUP」（TOKYO MX 2007年2月3日）
- 「WALK WITH ともに歩む――ゴルフの社会貢献」（TOKYO MX 2008年1月13日）
  - 主催大会「オーストラリア・チャンピオンシップ」が放映された[32]
- 「LEGENDS TOUR OPEN 伝説の女子ゴルファー、シドニーで競う」（TOKYO MX 2008年1月27日）
- 「2008PGA HANDA CUP フィランスロピーシニアトーナメント」（TOKYO MX 2009年2月15日）
- 「2009PGA HANDA CUP フィランスロピーシニアトーナメント」（TOKYO MX 2010年1月17日）
- 「シニアゴルフの星 煌く『2010 HANDA CUP シニアマスターズ』」（TOKYO MX 2011年1月9日）

### ボウリング
- 「HANDA CUP 第40回全日本女子 プロボウリング選手権大会～心で投げるストライク!!～」（BS11 2009年2月22日）
- 「心に響け 笑顔のストライク～HANDA CUP 第41回全日本女子 プロボウリング選手権大会～」（BS11 2010年3月28日）